# Lonely Runs Both Ways
Lonely Runs Both Ways è un album in studio della cantante e musicista statunitense Alison Krauss e del gruppo Union Station, pubblicato nel 2004.

## Tracce
1. Gravity – 3:36 (Robert Lee Castleman)
2. Restless – 2:51 (Castleman)
3. Rain Please Go Away – 2:29 (Del McCoury)
4. Goodbye Is All We Have – 3:53 (Sarah Siskind)
5. Unionhouse Branch – 2:56 (Jerry Douglas)
6. Wouldn't Be So Bad – 3:11 (David Rawlings, Gillian Welch)
7. Pastures of Plenty – 3:45 (Woody Guthrie)
8. Crazy as Me – 3:14 (Castleman)
9. Borderline – 3:26 (Sidney Cox, Suzanne Cox)
10. My Poor Old Heart – 3:08 (Donna Hughes)
11. This Sad Song – 2:21 (Alison Brown, Alison Krauss)
12. Doesn't Have to Be This Way – 3:34 (Castleman)
13. I Don't Have to Live This Way – 2:04 (Ron Block)
14. If I Didn't Know Any Better – 3:48 (John Scott Sherrill, Mindy Smith)
15. A Living Prayer – 3:35 (Block)

## Formazione
- Alison Krauss – voce, violino, viola
- Dan Tyminski – cori, chitarra acustica, mandolino
- Ron Block – cori, chitarra acustica, banjo, slide guitar
- Jerry Douglas – dobro, lap steel guitar
- Barry Bales – cori, basso